# GrGen
GrGen.NET (Graph Rewrite GENerator, .NET version, na sigla em inglês) é uma ferramenta de reescrita de grafos que gera eficientes códigos em C# (ou em .NET assembly) através das especificaçoes das regras de reescrita. GrGen é princpalmente utilizado para geração do núcleo de algoritomos de aplicações para processar estruturas de dados na forma de grafos (programas com grafos, redes sociais, estruturas químicas, …).

## Amostra de especificação
Um exemplo contendo alguns modelos de grafos e regras de especificação pela solução do GrGen-NET para o Desafio do Mundo das Formigas proposto na Grabats 08.
Grafo modelo:
```
node class
 GridNode {
    food:int;
    pheromones:int;
}

node class
 GridCornerNode 
extends
 GridNode;

node class
 AntHill 
extends
 GridNode {
    foodCountdown:int = 10;
}

node class
 Ant {
    hasFood:boolean;
}

edge class
 GridEdge 
connect
 GridNode[1] → GridNode[1];

edge class
 PathToHill 
extends
 GridEdge;

edge class
 AntPosition;
```

Regras de reescrita:
```
rule
 TakeFood(curAnt:Ant)
{
    curAnt -:AntPosition→ n:GridNode\AntHill;
    
if
 { !curAnt.hasFood && n.food > 0; }
   
    
modify
 {
        
eval
 {
            curAnt.hasFood = true;
            n.food = n.food - 1;
        }
    }
}

rule
 SearchAlongPheromones(curAnt:Ant)
{
    curAnt -oldPos:AntPosition→ old:GridNode ←:PathToHill- new:GridNode;
    
if
 { new.pheromones > 9; }
    
    
modify
 {
        delete(oldPos);
        curAnt -:AntPosition→ new;
    }
}

test
 ReachedEndOfWorld(curAnt:Ant) : (GridNode)
{
    curAnt -:AntPosition→ n:GridNode\AntHill;
    
negative
 { 
        n ←:PathToHill-;
    }
    
return
 (n);
}
```